# Haematopota yungani
Haematopota yungani är en tvåvingeart som beskrevs av Stone och Philip 1974. Haematopota yungani ingår i släktet Haematopota och familjen bromsar. Inga underarter finns listade i Catalogue of Life.